# Binder Beach
Der Binder Beach ist ein Strand aus Moränengeröll an der Nordküste Südgeorgiens. Er liegt am Kopfende der Right Whale Bay.
Der Name des Strands ist erstmals auf Kartenmaterial verzeichnet, dass im Zuge der britischen Discovery Investigations im Jahr 1930 entstand. Der Benennungshintergrund ist nicht überliefert.